# Лим Хјо-Џун
Лим Хјо-Џун (Тегу, 29. мај 1996) је јужнокорејски брзи клизач на кратким стазама.
Каријеру је почео као пливач, али након повреде која га је задесила прешао је на брзо клизање.
На Олимпијским играма младих 2012. освојио је злато на 1000 м и сребро на 500 м. На Олимпијским играма у Пјонгчангу 2018. освојио је злато на 1500 м новим олимпијским рекордом што је прва медаља и прва златна медаља на текућим играма за земљу домаћина. На 500 м дошао је до бронзе.